# فروین
فروین (به انگلیسی: Ferroin) با فرمول شیمیایی C۳۶H۲۴FeN۶۲+ یک ترکیب شیمیایی با شناسه پاب‌کم ۸۴۵۶۷ است. که جرم مولی آن ۵۹۶٫۲۷ g/mol می‌باشد. 